# Morrande

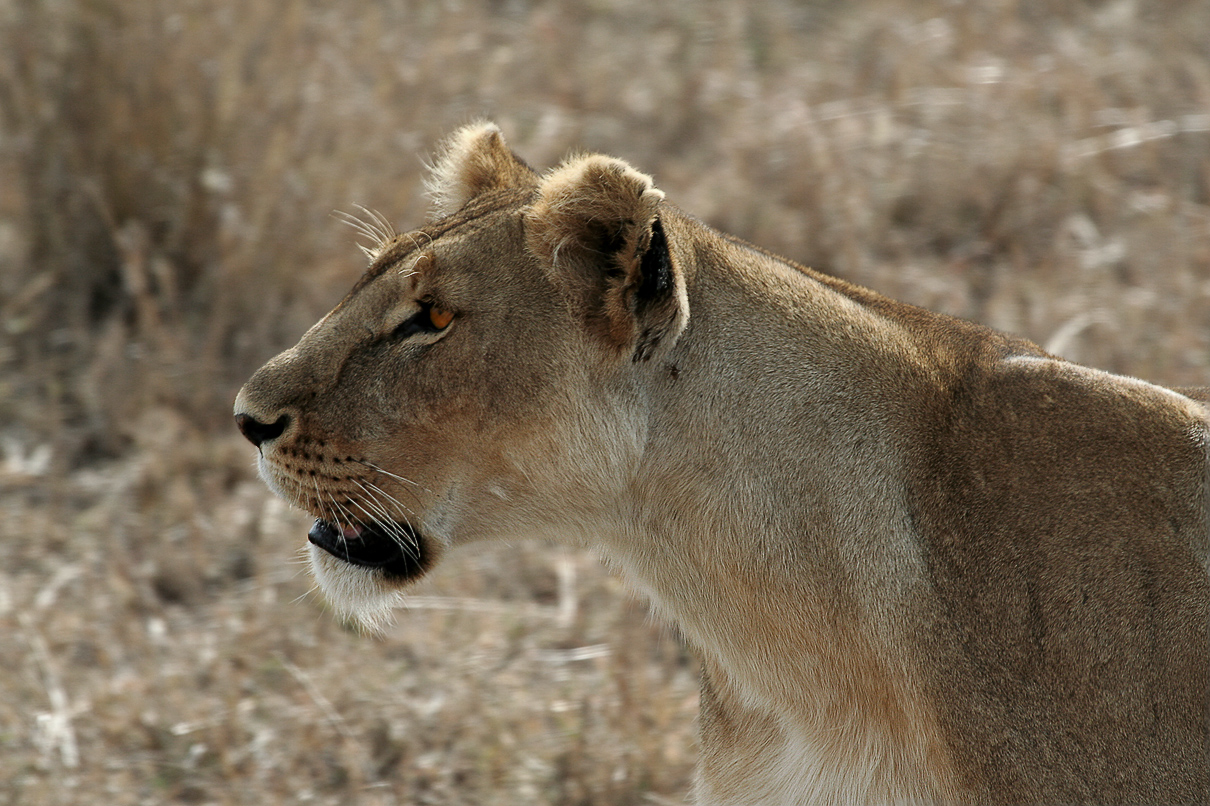
Lejon hör till de djur som kan morra hotfullt

Morrande eller morrning är ett dovt knarrande läte som många djur använder för att signalera rädsla, ilska eller för att varna eller skrämma andra. Människor kan också morra men gör det då som regel medvetet som en härmning av djurs morranden.